# Recasamento
Recasamento é um casamento que ocorre após uma união conjugal anterior ter terminado, seja por meio de divórcio ou viuvez.
Algumas pessoas têm maior probabilidade de se recasarem do que outras; essa probabilidade pode variar conforme o estado de relacionamento anterior (por exemplo, divorciado vs. viúvo), nível de interesse em estabelecer um novo relacionamento amoroso, gênero, cultura e idade, entre outros fatores. Aqueles que optam por não se recasar podem preferir arranjos alternativos, como coabitação ou Viver separados juntos.
O recasamento também proporciona benefícios à saúde mental e saúde física. No entanto, embora indivíduos recasados tendam a ter melhor saúde do que aqueles que não uniram-se novamente, ainda apresentam, em geral, piores condições de saúde do que indivíduos que permaneceram continuamente casados. O recasamento é tratado de forma diferente em várias religiões e denominações dessas religiões. Alguém que se recasa repetidamente é chamado de recasador em série.

## Recasamento após divórcio ou separação
Até 1995, dependendo de fatores individuais e contextuais, até 50% dos casais nos Estados Unidos encerraram seu primeiro casamento em divórcio ou separação permanente (isto é, o casal não está oficialmente divorciado, mas não vive mais junto nem compartilha bens). Geralmente, esses casais terminam o casamento porque estão insatisfeitos durante a união; no entanto, embora percam a esperança no parceiro, isso não significa que abandonem a instituição do casamento. A maioria das pessoas que se divorciaram (quase 80%) volta a se casar. Em média, elas se recasam pouco antes de quatro anos após o divórcio; adultos mais jovens tendem a se recasar mais rapidamente do que adultos mais velhos. Para mulheres, pouco mais da metade se recasa em menos de cinco anos e, dez anos após o divórcio, 75% já se recasaram.
As pessoas podem estar ansiosas para se recasar porque não se veem como responsáveis pelo término do casamento anterior. Geralmente, tendem a acreditar que o comportamento do parceiro causou o divórcio e minimizam a influência de suas próprias ações. Assim, permanecem otimistas de que uma nova união terá resultados melhores.
Segundo dados analisados pelo USA Today em 2013, as taxas de recasamento nos Estados Unidos caíram 40% nos últimos vinte anos.
Numerosas religiões e seitas proíbem, ou já proibiram, o recasamento após o divórcio. Algumas ainda o fazem, embora em muitos países o percentual da população que as segue tenha diminuído por mais de meio século. Termos antigos para segundo casamento que datam de uma era de maior censura incluem deuterogamia e digamia, mas os termos segundo casamento ou recasamento são mais facilmente compreendidos.

### Fatores que influenciam a probabilidade de recasamento
Muitos fatores influenciam a probabilidade de uma pessoa se recasar após o divórcio. De acordo com o censo de 2006, homens se recasam com mais frequência do que mulheres. As taxas de recasamento também variam conforme etnia; é mais comum entre mulheres brancas, enquanto mulheres negras têm a menor probabilidade de voltar a casar. A idade é outro fator determinante; mulheres com mais de 25 anos na data do divórcio têm menos probabilidade de se recasar do que as mais jovens. Ter filhos está associado a taxas mais altas de recasamento tanto em homens quanto em mulheres. O recasamento também difere conforme o contexto comunitário. Mulheres de áreas urbanas ou de regiões com maior proporção de mulheres que nunca se casaram têm menor probabilidade de recasamento. Alguns fatores ambientais não afetam todas as etnias: apenas mulheres não brancas de comunidades com alto desemprego e pobreza apresentam menor probabilidade de recasamento.
Algumas mulheres optam por relações de coabitação após o divórcio em vez de se recasarem. Esse padrão é mais comum entre mulheres brancas do que negras, sem afiliação religiosa, com poucos ou nenhum filho e que vivem em comunidades economicamente mais estáveis.

### Resultados do recasamento
Em geral, o recasamento está associado a maior segurança socioeconômica e satisfação com a vida quando comparado a permanecer divorciado ou separado. Pessoas que se recasam tendem a ter melhor adaptação após o divórcio, relatando avaliações de vida mais positivas em comparação a divorciados que permanecem solteiros. Embora casais divorciados apresentem maior risco de desenvolver uma ampla gama de problemas de saúde física e mental, o recasamento pode atenuar, mas não eliminar, alguns desses riscos.
Segundo casamentos: triunfo da decisão sobre a esperança?
Frequentemente se assume que segundos casamentos são mais arriscados do que os primeiros – “o triunfo da esperança sobre a experiência”, popularizado por Samuel Johnson em 1791. Uma nova análise de dados do Office for National Statistics (ONS) desafia essa suposição. De fato, segundos casamentos, de modo geral, têm desempenho melhor que os primeiros. Quando um ou ambos os cônjuges se casam pela segunda vez, o risco estimado de divórcio ao longo da vida é de 31%, em comparação a 45% entre casais que se casam pela primeira vez.
No entanto, segundos casamentos nem sempre vão melhor que os primeiros. As taxas de divórcio e separação variam conforme fatores demográficos e sociais. Disrupções em segundos casamentos são mais prováveis entre mulheres negras e em comunidades menos favorecidas economicamente. Por outro lado, a taxa de divórcio diminui conforme aumenta a idade no segundo casamento. Além disso, mulheres que entram no segundo casamento sem filhos geralmente têm maior probabilidade de manter a união.

### Vulnerabilidades nos segundos casamentos
Há várias razões pelas quais segundos casamentos podem ser mais vulneráveis a rompimentos. Os parceiros levam ao segundo casamento as mesmas características pessoais do primeiro, algumas das quais podem ter contribuído para os problemas da união anterior. Pessoas que se divorciam e recasam várias vezes tendem a ser relativamente impulsivas e inconformistas. Em segundos casamentos, os parceiros também frequentemente enfrentam complicações adicionais, como a união de famílias. Recasamentos que envolvem enteados apresentam maior taxa de dissolução do que aqueles sem enteados.

## Recasamento após viuvez

O Segundo Casamento do Imperador, por Jean-Baptiste Debret, retrata a cerimônia de casamento do Imperador Pedro I do Brasil com Amélia de Leuchtenberg em 1829, três anos após a morte de sua primeira esposa Maria Leopoldina da Áustria.

No censo de 2006, 32% da população dos EUA com mais de 65 anos era viúvos. A maioria das pessoas ajusta-se com sucesso após a perda do cônjuge; pesquisas sobre padrões de luto encontram como resultado mais frequente a resiliência. Ainda assim, as taxas de recasamento entre viúvos mais velhos são bastante baixas, ainda menores entre viúvas. No entanto, olhar apenas para as taxas de recasamento subestima o interesse em novos relacionamentos amorosos.

### Diferenças no desejo de nova união
Homens e mulheres não apenas apresentam taxas de recasamento diferentes, mas também diferem em seu desejo de estabelecer novo relacionamento amoroso. Um ano e meio após a morte do cônjuge, 15% das viúvas e 37% dos viúvos com 65 anos ou mais manifestavam interesse em namorar. Diferenças no desejo de nova união podem decorrer dos diferentes benefícios que homens e mulheres recebem dentro e fora do casamento.
As razões mais frequentes dadas por idosos para permanecerem sem parceiro após a perda são específicas de gênero. Ao contrário do mito comum "a mulher chora, o homem substitui", pesquisas não confirmam esse padrão. Em vez disso, viúvas têm maior probabilidade de relatar receio de abrir mão da liberdade e independência recém-adquiridas. Muitas viúvas percebem uma sensação de libertação por não precisarem mais cuidar de outra pessoa e valorizam isso acima da companhia adicional. Já os viúvos tendem a relatar que não se uniram novamente por se sentirem parceiros indesejáveis em razão da idade avançada ou saúde debilitada.
Alguns estudos mostram que mulheres sem interesse em novo relacionamento decidem explicitamente permanecer sem parceiro. Em contraste, homens têm maior probabilidade de afirmar que não descartam a possibilidade, mas ainda não encontraram pessoa adequada. Entrevistas indicam que viúvos estão mais preparados do que viúvas para tentar novo relacionamento.
Entre viúvas, o suporte social parece promover o interesse em novas parcerias íntimas. Viúvas com confidentes mostram maior interesse em recasamento do que aquelas sem amigos próximos. Contudo, para homens esse padrão pode se inverter. Embora viúvos em geral estejam mais interessados em recasamento que viúvas, apenas aqueles com suporte social baixo ou médio dos amigos têm probabilidade maior de desejar novo casamento. Quando apresentam alto nível de suporte, o interesse difere pouco do das viúvas. Isso sugere que homens podem sentir mais motivação para novo relacionamento se não tiverem suporte social suficiente. Já as mulheres tendem a ter fontes de suporte mais diversificadas em suas redes sociais.
Embora as diferenças de gênero no desejo de nova união sejam as mais documentadas, idade mais jovem e maior infelicidade também preveem maior interesse em recasamento.

### Probabilidade de nova união
Homens têm maior probabilidade de se relacionar novamente após perder o cônjuge; mais de 60% dos homens, mas menos de 20% das mulheres, envolvem-se em novo romance ou se recasam em até dois anos de viuvez. O interesse em nova união é apenas um dos fatores que influenciam a probabilidade de viúvo ou viúva estabelecer novo relacionamento. Davidson (2002) propõe um modelo com três condições principais que afetam essa probabilidade: disponibilidade de parceiros, viabilidade do relacionamento e desejabilidade da companhia.
Há diferenças frequentes de gênero na disponibilidade, desejabilidade e viabilidade de novos relacionamentos. A disponibilidade de parceiros é um obstáculo maior para viúvas mais velhas; há muito menos parceiros disponíveis para mulheres mais velhas do que para homens, considerando que as mulheres vivem mais e os homens preferem parceiras mais jovens. Conforme detalhado na seção anterior, viúvos geralmente têm maior desejo de nova união do que viúvas.
Estudos identificaram vários outros fatores que aumentam ou diminuem a probabilidade de estabelecer novo relacionamento após viuvez. A maioria desses fatores se encaixa no modelo de Davidson. Para viúvas, idade mais jovem está associada a maior probabilidade de nova união; mulheres mais jovens normalmente têm mais parceiros potenciais disponíveis. Para viúvos, romance futuro é previsto por maior renda e escolaridade. No modelo de Davidson, a viabilidade do relacionamento é afetada por idade, saúde e recursos financeiros; ser mais jovem, ter melhor saúde e recursos financeiros torna a pessoa um parceiro mais atraente.

### Resultados do recasamento
Idosos viúvos apresentam aumento significativo de solidão, mas ampliar a rede social ou estabelecer novo relacionamento pode atenuar essa sensação. Namorar e se recasar após viuvez mostram-se respostas comuns e adaptativas. Sobreviventes que se recasam em até cinco anos de viuvez têm resultados mais positivos (por ex., maior bem-estar, maior satisfação com a vida e menos depressão) do que viúvas e viúvos que não se recasaram. Pesquisas adicionais mostram que essa menor depressão em pessoas recasadas em comparação às solteiras viúvas e viúvos deve-se aos maiores recursos socioeconômicos dos recasados. Por exemplo, em comparação com viúvas que não se recasam, aquelas que se recasam relatam renda familiar mais alta e menor ansiedade com questões financeiras.

## Recasamento e religião

### Cristianismo
Em Cristianismo, viúvas e viúvos estão livres para se recasar com outro cristão, conforme ensinado em 1 Coríntios 6:9–10, que afirma: "A esposa está ligada à lei enquanto o marido vive; mas, se o marido morrer, fica livre para casar-se com quem quiser, contanto que seja no Senhor."
Quanto ao divórcio e recasamento no Cristianismo, o Evangelho de Marcos registra o ensinamento de Jesus: "Quem repudiar sua esposa e casar com outra comete adultério contra ela; e se uma mulher repudiar seu marido e casar com outro, comete adultério." 1 Coríntios 6:9–10 afirma que adúlteros "não herdarão o reino de Deus". O Pastor de Hermas, uma obra cristão primitivo sobre o tema, ensina que, embora a fornicação seja a única razão para permitir o divórcio, o recasamento com outra pessoa é proibido para permitir arrependimento e reconciliação dos cônjuges (quem se recusa a perdoar e acolher o parceiro comete grave pecado).
A maioria das Igrejas cristãs desencoraja fortemente o divórcio, embora a forma de tratar divórcio e recasamento varie conforme a denominação; por exemplo, a Igreja Reformada na América permite divórcio e recasamento, enquanto conexões como a Evangelical Methodist Church Conference proíbem o divórcio, exceto em caso de fornicação, e não permitem o recasamento de divorciados em nenhuma circunstância.

### Islamiso
No Islã, o recasamento de viúvas e viúvos é permitido, sendo que o profeta Muhammad casou-se com nove viúvas.

## Alternativas ao recasamento na terceira idade
O recasamento nem sempre é o objetivo ou arranjo ideal para adultos divorciados e viúvos. Especialmente entre idosos, há crescente aceitação e interesse por compromissos afetivos alternativos, como coabitação ou Viver separados juntos (LAT). Enquanto, para adultos mais jovens, a coabitação normalmente antecede o casamento, idosos têm razões adicionais para não desejarem recasar-se, e a coabitação pode ser o arranjo ideal. Para alguns, o recasamento inspira sentimentos de traição, e filhos adultos podem desencorajar o novo casamento por preocupações com herança. Muitas mulheres idosas buscam companhia, mas podem querer evitar obrigações de longo prazo e hesitam em abrir mão da independência conquistada. Contudo, um arranjo chamado Living Apart Together (LAT) oferece alternativa atraente; é uma forma de companhia íntima contínua que permite a cada parceiro manter autonomia e residências independentes.

## Benefícios gerais para a saúde física e mental do recasamento
A saúde é influenciada tanto pelo estado civil atual quanto pelo histórico de transições conjugais. O casamento confere vantagens à saúde mental e física, mas indivíduos recasados que foram viúvos ou divorciados continuam em desvantagem em comparação a indivíduos que permanecem continuamente casados.

### Benefícios para a saúde mental
O casamento já demonstrou proporcionar significativo benefício para a saúde mental e o recasamento parece ser também protetor. De modo geral, pessoas que se recasam apresentam níveis menores de sintomas depressivos em comparação a quem perdeu um parceiro (por viuvez, divórcio ou separação) e permanece solteiro. O recasamento parece ser especialmente benéfico para homens, que apresentam níveis mais baixos de sintomas depressivos do que mulheres recasadas.
No entanto, os benefícios de saúde mental do recasamento não parecem ser tão fortes quanto os do casamento contínuo. Vários estudos constatam que os benefícios mentais e físicos do recasamento não compensam totalmente os efeitos negativos de uma ruptura conjugal anterior. Em comparação à forte vantagem de estar continuamente casado, os benefícios para a saúde mental enfraquecem progressivamente quanto maior o número de casamentos anteriores. Embora homens pareçam beneficiar-se tanto do recasamento quanto do casamento contínuo, mulheres recasadas apresentam benefícios de saúde mental mais frágeis.
As diferenças de saúde mental entre mulheres recasadas e solteiras parecem dever-se a diferenças em recursos econômicos e suporte social. Estudos indicam também que o benefício do casamento para a saúde mental feminina é principalmente impulsionado pelo fato de que mulheres casadas tendem a ter melhor saúde física do que mulheres em coabitação ou solteiras. Pode haver um efeito de seleção, em que mulheres saudáveis têm maior probabilidade de se recasar e, consequentemente, experienciar menos depressão. Por outro lado, mesmo controlando recursos econômicos, suporte social e saúde, homens casados apresentam menos sintomas depressivos do que homens em coabitação ou solteiros. Isso provavelmente ocorre porque os sintomas de depressão em homens casados são tão baixos.

### Benefícios para a saúde física
Os benefícios físicos do casamento são bem documentados, mas rupturas conjugais demonstraram afetar negativamente a saúde. O recasamento pode atenuar, mas não eliminar completamente, os efeitos negativos de uma ruptura conjugal. Entre pessoas atualmente casadas, aquelas que foram divorciadas ou viúvas apresentam pior saúde do que as que permaneceram continuamente casadas. Pesquisas não encontraram diferença na saúde física entre pessoas com uma ou várias rupturas conjugais. Os efeitos negativos persistentes de uma ruptura incluem risco aumentado de condições crônicas (por exemplo, diabetes e doenças cardíacas) e limitações de mobilidade (por exemplo, dificuldade em caminhar um quarteirão ou subir escadas). Contudo, é importante considerar que é difícil determinar causalidade; é possível que a saúde da pessoa influencie a probabilidade de casar e de experimentar uma ruptura. De fato, pode haver efeitos em ambas as direções.